# Хутір Бучинського
Хутір Бучинського — колишній хутір у Троянівській волості Житомирського повіту Волинської губернії та Янушевицькій і Садківській сільських радах Троянівського району й Житомирської міської ради Волинської округи.

## Населення
У 1906 році в поселенні налічувалося 39 жителів, дворів — 4.

## Історія
У 1906 році — хутір Троянівської волості (6-го стану) Житомирського повіту Волинської губернії. Відстань до губернського та повітового центру, м. Житомир, становила 14 верст, до волосного центру, містечка Троянів — 27 верст. Найближче поштово-телеграфне відділення розташовувалося у містечку Емільчин.
У 1923 році увійшов до складу новоствореної Янушевицької сільської ради, яка, 7 березня 1923 року, включена до складу новоутвореного Троянівського району Житомирської (згодом — Волинська) округи. Станом на 22 лютого 1924 року значився в підпорядкуванні Садківської сільської ради Троянівського району. 28 вересня 1925 року включений до складу відновленої Янушевицької сільської ради Троянівського району. 15 вересня 1930 року, разом із сільською радою, переданий до складу Житомирської міської ради Української СРР.
Знятий з обліку до 1 жовтня 1941 року.